# Анри II Клеман
Анри II Клеман (фр. Henri II Clément; ум. 1265), сеньор дю Ме и д’Аржантан — маршал Франции.

## Биография
Сын маршала Франции Жана Клемана и Авелины де Немур, двоюродный брат маршала Франции Готье III де Немура.
Участник Седьмого крестового похода, был в плену вместе с Людовиком IX. По сведениям Ж. Депуэна был назначен маршалом Франции в декабре 1260, еще при жизни своего отца. Секретарь Пинар относит его маршальство примерно к 1262 году. В качестве маршала упомянут в 1263 году в хартии аббатства Сен-Дени. В следующем году жаловался в Парижский парламент на бальи Кана, с которым у него возник конфликт из-за юрисдикции над Аржантаном. Окончательное постановление парламента было принято только в октавы после Дня всех святых 1267 года и определило баронию Аржантан в качестве вдовьей доли.
Умер в 1265 году. Последний раз он упоминается в парламентском постановлении на Пятидесятницу того года, но следующим решением, на День всех святых, его малолетний сын был принят по королевскому приказу под защиту парламента. Луи де Ларок пишет, что о его детях ничего не известно. Имя его жены также неизвестно.
По сведениям Шарля Вереля у Анри II было двое детей, получивших прозвища Ле-Марешалей, поскольку три поколения их предков занимали маршальские должности:
- Жанна Ле-Марешаль. Муж (контракт 7.11.1267): Гийом I (ум. после 1301), сеньор де Ла-Мот-Фуке. По случаю брака получила от своего брата ренту в 35 ливров
- Анри III Ле-Марешаль (ум. после 7.11.1267), сеньор д’Аржантан